# Peckoltia cavatica
Peckoltia cavatica är en fiskart som beskrevs av Jonathan W. Armbruster och Werneke 2005. Peckoltia cavatica ingår i släktet Peckoltia och familjen Loricariidae. Inga underarter finns listade i Catalogue of Life.